# Murra
Murra är en kommun (municipio) i Nicaragua med 17 118 invånare (2012). Den ligger i den bergiga norra delen av landet i departementet Nueva Segovia. Kommunen är känd för sin vackra natur och för landets högsta vattenfall.

## Geografi
Murra gränsar till kommunerna Wiwilí de Nueva Segovia i öster, Quilalí i söder, El Jícaro i väster, och Jalapa samt Honduras i norr. Kommunens centralort är Murra med 1 666 invånare (2012).

## Natur
Murra är en mycket bergig kommun med fin natur. De två mest kända bergstopparna är Arenales, 1326 meter, drygt 10 kilometer norr om centralorten Murra, och Cerro Chipote, 1160 meter, 10 kilometer söder om centralorten.
Cirka 24 kilometer nordost om centralorten Murra ligger Nicaraguas högsta vattenfall, Salto el Rosario. Fallet består av tre delar och är sammanlagt 130 meter högt. Man kan nå fallet antingen genom att vandra eller på hästrygg. Fallet har många namn och kallas ibland även för El Chorro, El Salto de la Selva Morena, Salto de Pijibay eller Cascada de Pijibay.
Kommunen genomkorsas av ett antal floder. Genom centralorten rinner Río Murra från norr till söder och vidare ner längs San Gregorio dalen. Längre österut rinner Río San Pablo i motsatt riktning från söder till norr. Río San Pablo rinner ut i Río Poteca, som är gränsfloden mellan kommunen och Honduras. En annan liten flod som också rinner ut i Río Poteca är Río Congojas i kommunens allra nordöstligaste hörn.

## Historia
Murra har sitt ursprung i gruvorten mineral de Murra. År 1867 fick Murra rätten att välja lokala funtionärer och 1870 fick de en lokal polisstation. Kommunen grundades 1872 genom en utbrytning ur El Jícaro.

## Näringsliv
Murra är en jordbruksbygd, med både odlingar och boskapsskötsel. De viktigaste grödorna är majs, bönor och kaffe. Kommunen har också en omfattande småskalig gruvdrift, där güiriseros utvinner guld och silver på ett 50-tal olika platser.

## Religion
Murra firar sin festdag den 24 mars till minne av Vår Fru av Perpetuo Socorro.